# Municipio de Chilcuautla
El municipio de Chilcuautla es uno de los ochenta y cuatro municipios que conforman el estado de Hidalgo, México. La cabecera municipal es la localidad de Chilcuautla y la localidad más poblada es Tunititlán.
Chilcuautla se localiza al centro del territorio hidalguense entre los paralelos 20°14′ y 20°25′ de latitud norte; los meridianos 99°9′ y 99°22′ de longitud oeste; con una altitud entre 1800 y 2700 m s. n. m. Este municipio cuenta con una superficie de 222.81 km², y representa el 1.07 % de la superficie del estado; dentro de la región geográfica denominada como Valle del Mezquital.
Colinda al norte con los municipios de Alfajayucan e Ixmiquilpan; al este los municipios de San Salvador y Progreso de Obregón; al sur con los municipios de Progreso de Obregón, Mixquiahuala de Juárez y Tezontepec de Aldama; al oeste con los municipios de Chapantongo y Alfajayucan.

## Toponimia
El nombre de Chilcuautla deriva de las raíces nahuatl “chilli”, que significa chile y “cuautla” que quiere decir arboleda que junto significa “Arboleda de chiles”.

## Geografía

### Relieve e hidrográfica
En cuanto a fisiografía se encuentra dentro de la provincia de la Eje Neovolcanico; dentro de la subprovincia Llanuras y sierras de Querétaro e Hidalgo. Su territorio es sierra (48.0%), meseta (35.0%), lomerío (13.0%) y llanura (4.0%).
En cuanto a su geología corresponde al periodo neógeno (84.0%), cuaternario (11.2%) y cretácico (4.0%). Con rocas tipo ígnea extrusiva: volcanoclástico (41.0%), andesita–brecha volcánica intermedia (34.0%), basalto (8.2%) y basalto–brecha volcánica básica (2.5%) ; sedimentaria: arenisca-conglomerado (4.0%), caliza (2.5%), conglomerado (2.0%), lutita–arenisca (2.0%); suelo: aluvial (3.0%). En cuanto a edafología el suelo dominante es phaeozem (39.2%), leptosol (37.0%), vertisol (22.0%) y regosol (1.0%).
En lo que respecta a la hidrología se encuentra posicionado en la región hidrológica del Pánuco; en la cuenca del río Moctezuma; dentro de la subcuenca río Tula (97.0%) y río Alfajayucan (3.0%). Cuenta con 1624 cuerpos de agua; entre ellos manantiales y pozos.

### Clima
El territorio municipal se encuentran los siguientes climas con su respectivo porcentaje: Semiseco templado (100.0%).

### Ecología
La flora está formada principalmente de matorral medio espinoso, así como sabinos, pirules, mezquite, jacarandas, cedro rojo, bálsamo, palo escrito, álamos, xuchiate, encino, cuatlapal, huizache, nopal, órganos, aguacate y nogal. En cuanto a fauna conejo, liebre, ardillas, tlacuaches y una variedad de aves como correcaminos, la gobernadora, la pedorra, cocolera, morada, papatierra, perdiz, cojilote, xocoyota, martín pescador, garzas, jilguero, calandria, primavera, zenzontle, gorrión, chupa rosas, zopilote, gavilán, águila vaquera, tije ratonero o cuervo, tordo, pixpi maicero, murciélago, búho, tapacaminos nocturnos, pájaro carpintero así como una variedad en colorido y especie de mariposas, reptiles y arácnidos.

## Demografía

### Población
De acuerdo a los resultados que presentó el Censo Población y Vivienda 2020 del INEGI, el municipio cuenta con un total de 18 909 habitantes, siendo   9190 hombres y  9719 mujeres. Tiene una densidad de 84.9 hab/km², la mitad de la población tiene 29 años o menos, existen 94 hombres por cada 100 mujeres.
El porcentaje de población que habla lengua indígena es de 39.69 %, y el porcentaje de población que se considera afromexicana o afrodescendiente es de 4.53 %. En el hablan principalmente Otomí del Valle del Mezquital.
Tiene una Tasa de alfabetización de 99.2 % en la población de 15 a 24 años, de 90.5 % en la población de 25 años y más. El porcentaje de población según nivel de escolaridad, es de 6.0 % sin escolaridad, el 59.7 % con educación básica, el 20.9 % con educación media superior, el 13.3 % con educación superior, y 0.1 % no especificado.
El porcentaje de población afiliada a servicios de salud es de 66.5 %. El 13.8 % se encuentra afiliada al IMSS, el 76.4 % al INSABI, el 8.2 % al ISSSTE, 1.6 % IMSS Bienestar, 0.2 % a las dependencias de salud de PEMEX, Defensa o Marina, 0.3 % a una institución privada, y el 0.2 % a otra institución. El porcentaje de población con alguna discapacidad es de 7.0 %. El porcentaje de población según situación conyugal, el 27.9 % se encuentra casada, el 32.3 % soltera, el 28.5 % en unión libre, el 5.2 % separada, el 0.6 % divorciada, el 5.5 % viuda.
Para 2020, el total de viviendas particulares habitadas es de 5158 viviendas, representa el 0.6 % del total estatal. Con un promedio de ocupantes por vivienda 3.7 personas. Predominan las viviendas con tabique y block. En el municipio para el año 2020, el servicio de energía eléctrica abarca una cobertura del 97.9 %; el servicio de agua entubada un 41.4 %; el servicio de drenaje cubre un 91.4 %; y el servicio sanitario un 92.6 %.

### Localidades
Para el año 2020, de acuerdo al Catálogo de Localidades, el municipio cuenta con 32 localidades.
| Código INEGI | Localidad                    | Población (2020) | Porcentaje (%) | Ámbito Población | Categoría Población |
| ------------ | ---------------------------- | ---------------- | -------------- | ---------------- | ------------------- |
| 130190015    | Tunititlán                   | 2512             | 13.28          | Urbana           | Comunidad           |
| 130190011    | Santa Ana Batha              | 1862             | 9.85           | Rural            | Comunidad           |
| 130190013    | Texcatepec                   | 1834             | 9.70           | Rural            | Comunidad           |
| 130190007    | La Estancia                  | 1613             | 8.53           | Rural            | Comunidad           |
| 130190001    | Chilcuautla                  | 1262             | 6.67           | Urbana           | Cabecera municipal  |
| 130190033    | Huitexcalco                  | 1003             | 5.30           | Rural            | Comunidad           |
| 130190002    | El Bethí                     | 887              | 4.69           | Rural            | Comunidad           |
| 130190016    | El Xothí                     | 848              | 4.48           | Rural            | Comunidad           |
| 130190010    | El Mejay                     | 839              | 4.44           | Rural            | Comunidad           |
| 130190014    | Tlacotlapilco                | 810              | 4.28           | Rural            | Comunidad           |
| 130190008    | Huitexcalco de Morelos       | 747              | 3.95           | Rural            | Comunidad           |
| 130190004    | El Dadhó                     | 625              | 3.31           | Rural            | Comunidad           |
| 130190006    | El Dontzhí (Colonia Álamos)  | 607              | 3.21           | Rural            | Comunidad           |
| 130190032    | Benito Juárez (La Rinconada) | 513              | 2.71           | Rural            | Comunidad           |
| 130190009    | Llano Primero                | 503              | 2.66           | Rural            | Comunidad           |
| 130190019    | Cerro Colorado               | 454              | 2.40           | Rural            | Ranchería           |
| 130190012    | El Tandhe                    | 359              | 1.90           | Rural            | Ranchería           |
| 130190017    | Zacualoya                    | 355              | 1.88           | Rural            | Ranchería           |
| 130190025    | El Zapote                    | 306              | 1.62           | Rural            | Ranchería           |
| 130190005    | El Deca                      | 270              | 1.43           | Rural            | Ranchería           |
| 130190023    | El Cerrito                   | 142              | 0.75           | Rural            | Ranchería           |
| 130190022    | La Loma                      | 120              | 0.63           | Rural            | Ranchería           |
| 130190003    | Boxaxni                      | 117              | 0.62           | Rural            | Ranchería           |
| 130190027    | Piletas                      | 112              | 0.59           | Rural            | Ranchería           |
| 130190020    | Cerro del Corazón (El Muí)   | 110              | 0.58           | Rural            | Ranchería           |
| 130190024    | El Xithey                    | 62               | 0.33           | Rural            | Ranchería           |
| 130190030    | El Sabino                    | 25               | 0.13           | Rural            | Ranchería           |
| 130190026    | El Padhe                     | 3                | 0.02           | Rural            | Ranchería           |
| 130190028    | La Barranca de San Miguel    | 3                | 0.02           | Rural            | Ranchería           |
| 130190034    | La Maroma                    | 3                | 0.02           | Rural            | Ranchería           |
| 130190035    | Las Tórtolas                 | 2                | 0.01           | Rural            | Ranchería           |
| 130190029    | La Isla (El Puente)          | 1                | 0.01           | Rural            | Ranchería           |

## Política
Se erigió como municipio el 2 de junio de 1850. El Ayuntamiento está compuesto por: un presidente municipal, un síndico, ocho regidores y 21 delegados municipales. De acuerdo al Instituto Nacional electoral (INE) el municipio está integrado 15 secciones electorales, de la 0316 a la 0330. Para la elección de diputados federales a la Cámara de Diputados de México y diputados locales al Congreso de Hidalgo, se encuentra integrado al distrito electoral federal 2 de Hidalgo y al distrito electoral local 5 de Hidalgo. A nivel estatal administrativo pertenece a la Macrorregión V y a la Microrregión VIII, además de a la Región Operativa II Tula.

### Cronología de presidentes municipales
| Periodo                  | Nombre                        | Afiliación política        |
| ------------------------ | ----------------------------- | -------------------------- |
| 1964-1967                | Pablo Franco Valencia         | -                          |
| 1967-1970                | Loreto Maqueda G.             | -                          |
| 1970-1973                | Salvador Pérez Martínez       | -                          |
| 1973-1976                | Silviano Pérez Martínez       | -                          |
| 1976-1979                | Saturnino Olguín López        | -                          |
| 1979-1982                | Pedro Gabriel Martínez García | -                          |
| 1982-1985                | Francisco Pérez Pascual       | -                          |
| 1985-1988                | Pablo Martín Contreras        | -                          |
| 1988-1991                | Héctor Serrano Trejo          | -                          |
| 1991-1994                | Cándido Martínez García       | -                          |
| 16/01/1994 al 15/01/1997 | Gildardo López Barrera        | PRI                        |
| 16/01/1997 al 15/01/2000 | Crispín Martín Martín         | PRI                        |
| 16/01/2000 al 07/06/2000 | Rigoberto Barrera Rojo        | Concejo municipal Interino |
| 08/06/2000 al 15/01/2003 | Aurelio López Martínez        | PRI                        |
| 16/01/2003 al 15/01/2006 | José García Escamilla         | PRD                        |
| 16/01/2006 al 15/01/2009 | Cristino Uribe Cano           | PRI                        |
| 16/01/2009 al 15/01/2012 | Francisco Lorenzo Álvarez     | PRD                        |
| 16/01/2012 al 04/09/2016 | Silvano Ramos López           | PRI                        |
| 05/09/2016 al 04/09/2020 | Genaro Trejo Martínez         | MORENA                     |
| 05/09/2020 al 14/12/2020 | Isidro Alvarado Ramos         | Concejo municipal Interino |
| 15/12/20 al 04/09/2024   | Valente Martínez Mayor        | PRD                        |
| 05/09/2024 al 04/09/2027 | Gabriela Escamilla López      | Morena                     |

## Economía
En 2015 el municipio presenta un IDH de 0.721 Alto, por lo que ocupa el lugar 38.º a nivel estatal; y en 2005 presentó un PIB de $485 469 003 pesos mexicanos, y un PIB per cápita de $31 763 (precios corrientes de 2005).
De acuerdo con el Consejo Nacional de Evaluación de la Política de Desarrollo Social (Coneval), el municipio registra un Índice de Marginación Medio; el 50.3% de la población se encuentra en pobreza moderada y 21.5% se encuentra en pobreza extrema. En 2015, el municipio ocupó el lugar 45 de 84 municipios en la escala estatal de rezago social.
A datos de 2015, en materia de agricultura, se siembra principalmente maíz con un total de 2813 hectáreas sembradas; fríjol en una superficie de 194 hectáreas sembradas, avena forraje 34 hectáreas, calabacita 130 hectáreas y alfalfa verde 316 hectáreas. En ganadería se registró 1552 cabezas de ganado bovino; 3648 cabezas de ganado ovino; 1223 porcino, 362 caprino; 14066 en aves. Cuenta también con un tianguis semanal donde se vende todo tipo de artículos, comida y ropa; existen 2 tiendas Diconsa y 3 lecherías Liconsa.
De acuerdo con cifras al año 2015 presentadas en los censos económicos del INEGI, la Población Económicamente Activa (PEA) de 12 años y más del municipio asciende a 6343 de las cuales 5786 se encuentran ocupadas y 557 se encuentran desocupadas. El 30.76% pertenece al sector primario, el 22.85% pertenece al sector secundario, el 44.19% pertenece al sector terciario.